# トゥーランガリラ交響曲
『トゥーランガリラ交響曲』（La Turangalîla-Symphonie）は、オリヴィエ・メシアンの最初の大規模な管弦楽曲で、彼の代表作のみならず現代音楽の代表作のひとつとされ、今日、メシアンの作品中最も頻繁に演奏されるもののひとつである。『トゥランガリーラ交響曲』『トゥーランガリーラ交響曲』などとも称される。独奏ピアノと独奏オンド・マルトノを伴う。

## 作曲の経緯
ボストン交響楽団の音楽監督を務めていたセルゲイ・クーセヴィツキーは、亡妻のナタリーの追憶のためにクーセヴィツキー財団を1942年に設立し、毎年有名な作曲家に管弦楽作品を依頼していた。財団の依頼によって同じころに作曲された曲にはバルトーク『管弦楽のための協奏曲』、マルティヌー『交響曲第1番』、ミヨー『交響曲第2番』、ストラヴィンスキー『頌歌』などがある。
1945年6月、財団はメシアンに委嘱を行った。しかし当時メシアンは『ハラウィ』ほかを作曲中であったために実際の着手は1年遅れた。作曲中に構想は大きく変化した。最初は通常の交響曲と同様に「イントロダクション・スケルツォ・緩徐楽章・フィナーレ」の4楽章形式を持つ作品として構想され（現在の1・4・6・10楽章）、ついでリズム・エチュードである3つの「トゥランガリーラ」楽章、第2楽章、第8楽章、最後に第5楽章が追加されて10楽章になった。
メシアンは1946年の7月17日から翌々年の1948年の11月29日にかけて作曲し、その後年末までかけてオーケストレーションを施した。
本作は、連作歌曲『ハラウィ-愛と死の歌-』（1945年）、無伴奏混声合唱曲『5つのルシャン』（1949年）とともに、中世の伝説「トリスタンとイゾルデ」からインスピレーションを受けた、愛と死を主題とする「トリスタン三部作」をなしている。
1948年2月に『3つのターラ』の題で3・4・5楽章だけの試験的な初演が行われた（2月14日に公開リハーサル、2月15日にコンサート）。
世界初演は1949年12月2日にボストンのシンフォニーホールで、レナード・バーンスタインの指揮のボストン交響楽団によって行われた。なお独奏ピアノは、後にメシアンの2人目の妻となるイヴォンヌ・ロリオ、オンド・マルトノはジネット・マルトノが担当している。作曲者の母国であるフランスでの初演は、1950年7月25日、エクサン・プロヴァンス音楽祭において、ロジェ・デゾルミエール指揮フランス国立管弦楽団、イヴォンヌ・ロリオのピアノ独奏、ジネット・マルトノのオンド・マルトノ独奏によって実現した。
1990年に一部が改訂された。これは、自分の死後も作品が「正しく」演奏されるように、とのメシアン自身の意向から、指揮者への指示の書き込みを中心とした加筆である。チョン・ミョンフン指揮パリ・バスティーユ管弦楽団による同曲のレコーディングにアドヴァイザーとして参加したことがそのきっかけといわれている。この改訂に基づき、出版譜も直ちに改訂版に差し替えられた。

## 作品のタイトルについて
メシアンによれば、この曲の題名である「トゥーランガリラ Turangalîla」は、2つのサンスクリット（梵語）“Turaṅga”と“Līlā”に由来しており、これらの言葉は古代東洋言語の多くの例に漏れず、非常に幅広い意味を有し、“Turaṅga”は「時」「時間」「天候」「楽章」「リズム」など、“Līlā”には「遊戯」「競技」「作用」「演奏」あるいは「愛」「恋」「恋愛」などといった意味があるとしており、この二語からなる複合語“Turaṅga-Līlā”には「愛の歌」や「喜びの聖歌」、「時間」、「運動」、「リズム」、「生命」、「死」などの意味があるとされる。また13世紀の理論家の命名による、インド芸術音楽の120種のリズムパターンのうちの33番目のものの名でもあり、加えて女性の名としても存在する言葉であるともいう。
メシアンの未完の著書『リズムと色と鳥類学』には『サンギータ・ラトナーカラ』掲載の120のターラ（英語: Tala）（インドのリズム）の一覧を載せているが、Turangalîlaはその33番目に載っている。ただし、このリズムそのものと交響曲に直接の関係はなく、響きがよいので曲名に採用したと断っている。なおメシアン自身は「トゥランガリーラー」（Tourânegheulî—lâ—、「—」は長母音を意味する）が正確な発音と言っている。

## 構成
全10楽章から構成され、演奏時間はスコアによれば1時間25分。
- 第1楽章「序章」 Introduction
- 第2楽章「愛の歌1」 Chant d'Amour 1
- 第3楽章「トゥーランガリラ1」 Turangalîla 1
- 第4楽章「愛の歌2」 Chant d'Amour 2
- 第5楽章「星たちの血の喜悦」 Joie du Sang des Étoiles[注 4]
- 第6楽章「愛の眠りの園」 Jardin du Sommeil d'Amour
- 第7楽章「トゥーランガリラ2」 Turangalîla 2
- 第8楽章「愛の展開」 Développement d'Amour
- 第9楽章「トゥーランガリラ3」 Turangalîla 3
- 第10楽章「終曲」 Final

第1，5，6，10楽章は額縁的な性格を持ち、それらにはさまれた第2，4，8楽章の「愛の歌」群と、第3，7，9楽章の「トゥーランガリラ」群がより重要な内容を有するとされる。前半ではふたつの「愛の歌」が「トゥーランガリラ」をはさみ、後半ではその逆、すなわちふたつの「トゥーランガリラ」が「愛の歌」をはさむ構成となっている。
全体は冒頭楽章で示される和声動機を始めとして、幾つかの主要なモチーフで統一されている。同時に移調の限られた旋法や鳥の声、非可逆リズム等の使用が随所に見られ、トータル・セリエリズム以前のメシアンの音楽語法の主要な要素がほぼ含まれている。
全体的に無調性の強い楽章が多いが、第5楽章（嬰ハ長調）および第6楽章と第10楽章（嬰ヘ長調）では調性が明確となり、さらに第2楽章、第4楽章、第8楽章でも部分的に調性の和音が顔をのぞかせ、これらの和音は最終的に嬰ヘ長調に帰結する。
なおメシアン自身の意向では、何らかの理由で全ての楽章の上演が不可能であるときは、第3，4，5楽章を抜粋するのが最もよく、次に第7，9，3楽章、第1，6，2，4，10楽章の組み合わせが推奨されるが、第5楽章の単独上演もよいとしている。

## 楽器編成
木管楽器：ピッコロ1、フルート2、オーボエ2、コーラングレ1、クラリネット2、バスクラリネット1、ファゴット3
金管楽器：ホルン4、ピッコロトランペット（D管）1、トランペット（C管）3、コルネット（B♭管）1、トロンボーン3、チューバ1
独奏楽器：ピアノ、オンド・マルトノ（オンド・マルトノ#メシアン「トゥランガリーラ交響曲」も参照。）
鍵盤楽器：ジュ・ド・タンブル（＝鍵盤式グロッケンシュピール）、チェレスタ、ヴィブラフォン、チューブラーベル
打楽器：（8人の打楽器奏者で分担する）
- 第1奏者：バスドラム
- 第2奏者：プロヴァンス太鼓、スネアドラム
- 第3奏者：テンプルブロック3、マラカス
- 第4奏者：マラカス、トライアングル、タンブリン
- 第5奏者：タンブリン、ウッドブロック
- 第6奏者：クラッシュシンバル、サスペンデッド・シンバル
- 第7奏者：サスペンデッド・シンバル、小シンバル、チャイニーズ・シンバル
- 第8奏者：小シンバル、チャイニーズ・シンバル、タムタム

弦楽器：1stヴァイオリン16、2ndヴァイオリン16、ヴィオラ14、チェロ12、コントラバス10

## 演奏記録
世界各国での主な上演の記録は出版譜の序文に詳述されている。
- ドイツ初演
1951年2月25日、バーデン＝バーデン　
ハンス・ロスバウト指揮南西ドイツ放送交響楽団　
ピアノ：イヴォンヌ・ロリオ、オンド・マルトノ：ジネット・マルトノ
- イギリス初演
1953年6月26日、ロンドン　
ワルター・ゲール指揮ロンドン交響楽団　
ピアノ：イヴォンヌ・ロリオ、オンド・マルトノ：ジネット・マルトノ
- イタリア初演
1955年11月25日、トリノ　
ルドルフ・アルベルト指揮Orchestra Sinfonica di Torino　
ピアノ：イヴォンヌ・ロリオ、オンド・マルトノ：ジャンヌ・ロリオ
- 日本初演
1962年7月4日、東京
小澤征爾指揮、NHK交響楽団
ピアノ：イヴォンヌ・ロリオ、オンド・マルトノ：本荘玲子
- ブルガリア（共産圏）初演
1963年12月19日、ソフィア　
Constantin ILIEV指揮Orchestre Philharmonique de Sofia
ピアノ：イヴォンヌ・ロリオ、オンド・マルトノ：ジャンヌ・ロリオ
- 旧ソ連初演
1974年11月24日、レニングラード（現 サンクトペテルブルク）
シャルル・ブリュック指揮レニングラード・フィルハーモニー管弦楽団　　
ピアノ：ピエール＝ローラン・エマール、オンド・マルトノ：ジャンヌ・ロリオ
- チリ（南米大陸）初演
1984年11月（日記述なし）、サンティアゴ
Jose IZQUIERDO指揮Orchestre Philhamonique de Santiago 　
ピアノ：ジャン＝フランソワ・エッセール（フランス語版）、オンド・マルトノ：ジャンヌ・ロリオ
- オーストラリア（オーストラリア大陸）初演
1986年10月11日、シドニー　
岩城宏之指揮シドニー交響楽団　
ピアノ：木村かをり、オンド・マルトノ：原田節